# 全日本トランポリン競技選手権大会
全日本トランポリン競技選手権大会は、日本体操協会（2011年度までは日本トランポリン協会）が主催するトランポリン競技の全国大会である。

## 概要
男女それぞれ個人・団体・シンクロナイズドの3種目で行われ、1日目の予選で上位に入った選手は2日目の決勝に進む。

## 歴史
1964年に第1回が大阪で開かれ、以来毎年秋に会場持ち回りで開催されている。

## 歴代優勝者
| 回 | 年度 | 個人              | 個人              | 団体                   | 団体                       | シンクロナイズド                        | シンクロナイズド      | 会場                              |
| 回 | 年度 | 男子              | 女子              | 男子                   | 女子                       | 男子                                    | 女子                  | 会場                              |
| -- | ---- | ----------------- | ----------------- | ---------------------- | -------------------------- | --------------------------------------- | --------------------- | --------------------------------- |
| 1  | 1964 | 加藤忠之          | 表雅子            |                        |                            |                                         |                       | 大阪府                            |
| 2  | 1965 | 長谷川輝紀        | 神原澄子 村上公子 |                        |                            |                                         |                       | 東京都                            |
| 3  | 1966 | 長谷川輝紀        | 福村賢子          |                        |                            |                                         |                       | 東京都                            |
| 4  | 1967 | 長谷川輝紀        | 福村賢子          |                        |                            |                                         |                       | 神奈川県                          |
| 5  | 1968 | 伊藤直樹          | 平山紀子          |                        |                            |                                         |                       | 茨城県                            |
| 6  | 1969 | 伊藤直樹          | 吉田美代子        |                        |                            |                                         |                       | 秋田県                            |
| 7  | 1970 | 伊藤直樹          | 野村恵子          |                        |                            |                                         |                       | 群馬県                            |
| 8  | 1971 | 長谷川輝紀        | 平山紀子          |                        |                            |                                         |                       | 岡山県                            |
| 9  | 1972 | 伊藤直樹          | 平山紀子          |                        |                            |                                         |                       | 北海道                            |
| 10 | 1973 | 伊藤直樹          | 田中美和子        |                        |                            |                                         |                       | 栃木県                            |
| 11 | 1974 | 松本正仁          | 百田裕美          |                        |                            |                                         |                       | 東京都 八王子市民体育館           |
| 12 | 1975 | 伊藤直樹 松本正仁 | 竹下由美子        |                        |                            |                                         |                       | 石川県                            |
| 13 | 1976 | 大谷優生          | 竹下由美子        |                        |                            |                                         |                       | 埼玉県                            |
| 14 | 1977 | 西田敏            | 近藤克子          |                        |                            | 松本正仁 / 岩下眞樹                     |                       | 大阪府                            |
| 15 | 1978 | 松本正仁          | 林由利子          |                        |                            | 原田利夫 / 田中三裕                     |                       | 東京都                            |
| 16 | 1979 | 西田敏            | 藤井博子          |                        |                            | 岩下眞樹 / 松本正仁                     |                       | 奈良県                            |
| 17 | 1980 | 石橋毅            | 林由利子          | 日本体育大学           | 東京女子体育大学Ａチーム   | 田中三裕 / 西田敏                       |                       | 静岡県                            |
| 18 | 1981 | 岩下真樹          | 半田玲子          | 大阪体育大学           | 東京女子体育大学           | 岩下眞樹 / 田中三裕                     | 林由利子 / 藤井博子   | 埼玉県                            |
| 19 | 1982 | 岩下真樹          | 半田玲子          | 大阪体育大学           | 日本体育大学               | 福井直哉 / 岩元健治                     | 半田玲子 / 宮田千恵   | 石川県                            |
| 20 | 1983 | 岩元健治          | 半田玲子          | 大阪体育大学           | 大泉スワロー体育クラブ     | 岩下眞樹 / 田中三裕                     | 岡本薫 / 松井多美     | 大阪府                            |
| 21 | 1984 | 岩元健治          | 半田玲子          | 大阪体育大学           | 大泉スワロー体育クラブ     | 田中三裕 / 鶉野健司                     | 半田玲子 / 宮田千恵   | 山形県                            |
| 22 | 1985 | 岩元健治          | 半田玲子          | 大泉スワロー体育クラブ | 日本体育大学               | 福井直哉 / 岩元健治                     | 半田玲子 / 宮田千恵   | 福島県                            |
| 23 | 1986 | 福井卓也          | 半田玲子          | ザ・ビッグスポーツ     | 日本体育大学               | 福井直哉 / 田中三裕                     | 半田玲子 / 小松美紀   | 千葉県                            |
| 24 | 1987 | 福井卓也          | 半田玲子          | 大阪商業大学           | ザ・ビッグスポーツ         | 福井卓也 / 立崎陽士                     | 長田尚子 / 荒木千賀子 | 兵庫県                            |
| 25 | 1988 | 益田和夫          | 半田玲子          | 大阪商業大学           | 日本体育大学               | 荒木弘 / 北川真琴                       | 半田玲子 / 小松美紀   | 広島県                            |
| 26 | 1989 | 立崎陽士          | 半田玲子          | 大阪商業大学           | 北陸学院                   | 福井卓也 / 立崎陽士                     | 半田玲子 / 古章子     | 神奈川県                          |
| 27 | 1990 | 立崎陽士          | 古章子            | 日本体育大学           | 日本体育大学               | 益田和夫 / 大地信宏                     | 古章子 / 井並安紀子   | 東京都                            |
| 28 | 1991 | 福井卓也          | 古章子            | 日本体育大学           | 日本体育大学               | 中田大輔 / 立崎悟朗                     | 古章子 / 井並安紀子   | 大阪府                            |
| 29 | 1992 | 片岡誠一          | 古章子            | 大阪体育大学           | 日本体育大学               | 片岡洋介 / 片岡誠一                     | 徳間宙意 / 丸島美紀   | 香川県                            |
| 30 | 1993 | 福井卓也          | 古章子            | 日本体育大学           | 中延学園高等学校           | 加藤丈博 / 伊藤勇木 石田正人 / 中山朋幸 | 西川昌美 / 古章子     | 石川県 美川総合スポーツセンター   |
| 31 | 1994 | 福井卓也          | 古章子 佐々木恵美 | 日本体育大学           | 日本体育大学               | 中田大輔 / 立崎悟朗                     | 油木恵 / 半本ひろみ   | 静岡県                            |
| 32 | 1995 | 中田大輔          | 古章子            | 日本体育大学           | 金沢学院北國クラブ         | 田山健朗 / 井上正人                     | 油木恵 / 半本ひろみ   | 福島県 須賀川アリーナ             |
| 33 | 1996 | 中田大輔          | 古章子            | 日本体育大学           | 金沢学院北國クラブ         | 加藤丈博 / 伊藤勇木                     | 油木恵 / 半本ひろみ   | 京都府 京都府立山城総合運動公園   |
| 34 | 1997 | 中田大輔          | 古章子            | 日本体育大学           | 金沢学院北國クラブ         | 片岡洋介 / 片岡誠一                     | 古章子 / 徳間宙意     | 茨城県 霞ヶ浦文化体育会館         |
| 35 | 1998 | 中田大輔          | 古章子            | 日本体育大学           | 金沢学院北國クラブ         | 川西隆由樹 / 中田大輔                   | 油木恵 / 半本ひろみ   | 北海道 小樽市総合体育館           |
| 36 | 1999 | 中田大輔          | 斎藤幸恵          | 金沢学院北國クラブ     | 金沢学院北國クラブ         | 川西隆由樹 / 中田大輔                   | 佐藤めぐみ / 柳川雅子 | 神奈川県 横浜文化体育館           |
| 37 | 2000 | 中田大輔          | 柳川雅子          | 金沢学院北國クラブ     | 日本体育大学               | 人見雅樹 / 上山容弘                     | 油木恵 / 半本ひろみ   | 東京都 足立区総合スポーツセンター |
| 38 | 2001 | 中田大輔          | 廣田遥            | 金沢学院北國クラブ     | 金沢学院北國クラブ         | 川西隆由樹 / 中田大輔                   | 油木恵 / 半本ひろみ   | 大阪府 ひまわりドーム             |
| 39 | 2002 | 上山容弘          | 廣田遥            | 金沢学院北國クラブ     | 金沢学院北國クラブ         | 川西隆由樹 / 中田大輔                   | 油木恵 / 半本ひろみ   | 石川県 小松総合体育館             |
| 40 | 2003 | 川西隆由樹        | 廣田遥            | 日本体育大学           | 金沢学院北國クラブ         | 上山容弘 / 外村哲也                     | 古章子 / 半本ひろみ   | 山形県 上山市体育文化センター     |
| 41 | 2004 | 外村哲也          | 廣田遥            | 日本体育大学           | 金沢学院北國クラブ         | 上山容弘 / 外村哲也                     | 半本ひろみ / 世戸瑶子 | 静岡県 静岡市中央体育館           |
| 42 | 2005 | 上山容弘          | 廣田遥            | 金沢学院北國クラブ     | 金沢学院北國クラブ         | 上山容弘 / 外村哲也                     | 半本ひろみ / 世戸瑶子 | 埼玉県 浦和駒場体育館             |
| 43 | 2006 | 上山容弘          | 廣田遥            | 金沢学院北國クラブ     | 金沢学院北國クラブ         | 人見雅樹 / 伊藤正樹                     | 半本ひろみ / 世戸瑶子 | 福島県 須賀川アリーナ             |
| 44 | 2007 | 上山容弘          | 廣田遥            | 金沢学院北國クラブ     | 金沢学院北國クラブ         | 伊藤正樹 / 長崎峻侑                     | 半本ひろみ / 世戸瑶子 | 大阪府 ひまわりドーム             |
| 45 | 2008 | 伊藤正樹          | 廣田遥            | 金沢学院北國クラブ     | 阪南大学クラブ             | 伊藤正樹 / 長崎峻侑                     | 山田紗菜 / 湊和代     | 北海道 釧路根室圏総合体育館       |
| 46 | 2009 | 伊藤正樹          | 廣田遥            | 日本体育大学           | 阪南大学クラブ             | 伊藤正樹 / 外村哲也                     | 二木美香 / 岸彩乃     | 大阪府 ひまわりドーム             |
| 47 | 2010 | 伊藤正樹          | 廣田遥            | 日本体育大学           | 阪南大学クラブ             | 岸大貴 / 中田大輔                       | 村山優里 / 中野蘭菜   | 沖縄県 沖縄県総合運動公園体育館   |
| 48 | 2011 | 上山容弘          | 湊和代            | 金沢学院大学クラブ     | 阪南大学クラブ             | 坂本鷹志 / 上山容弘                     | 栗木優香 / 宇山芽紅   | 大阪府 ひまわりドーム             |
| 49 | 2012 | 伊藤正樹          | 大谷茉由          | 金沢学院大学クラブ     | 阪南大学クラブ             | 伊藤正樹 / 島田諒太                     | 村山優里 / 森ひかる   | 福岡県 北九州市立総合体育館       |
| 50 | 2013 | 伊藤正樹          | 森ひかる          | 星稜クラブ             | 金沢学院大学クラブ         | 上山容弘 / 伊藤正樹                     | 佐竹玲奈 / 土井畑知里 | 神奈川県 川崎市とどろきアリーナ   |
| 51 | 2014 | 上山容弘          | 中野蘭菜          | 金沢学院大学クラブ     | フリーエアースポーツクラブ | 岸大貴 / 山口学                         | 佐竹玲奈 / 土井畑知里 | 静岡県 ローズアリーナ             |
| 52 | 2015 | 伊藤正樹          | 杉谷櫻花          | 金沢学院大学クラブ     | 金沢学院大学クラブ         | 上山容弘 / 伊藤正樹                     | 佐竹玲奈 / 土井畑知里 | 石川県 小松総合体育館             |
| 53 | 2016 | 伊藤正樹          | 土井畑知里        | 星稜クラブ             | 金沢学院大学クラブ         | 伊藤正樹 / 棟朝銀河                     | 佐竹玲奈 / 土井畑知里 | 群馬県 前橋市民体育館             |
| 54 | 2017 | 岸大貴            | 岸彩乃            | 金沢学院大学クラブ     | 金沢学院大学クラブ         | 岸大貴 / 堺亮介                         | 森ひかる / 高木裕美   | 宮崎県 小林市民体育館             |
| 55 | 2018 | 上山容弘          | 森ひかる          | 金沢学院大学クラブ     | 金沢学院大学クラブ         | 上山容弘 / 堺亮介                       | 岡田亜実 / 増崎セリナ | 福岡県 北九州市立総合体育館       |
| 56 | 2019 | 堺亮介            | 高木裕美          | 星稜クラブ             | 金沢学院大学クラブ         | 上山容弘 / 海野大透                     | 山田紗菜 / 宇山芽紅   | 愛知県 愛知県体育館               |
| 57 | 2020 | ⻄岡隆成          | 佐⽵玲奈          | 静岡産業大学クラブ     | 金沢学院大学クラブ         | 島⽥諒太 / 坂本鷹志                     | 中村優希 / 中村咲希   | 三重県 四日市市総合体育館         |
| 58 | 2021 | ⻄岡隆成          | 高木裕美          | 金沢学院大学クラブ     | 金沢学院大学クラブ         | 野村綾之介 / 堺亮介                     | 田中沙季 / 櫻井愛菜   | 大阪府 ひまわりドーム             |